# نجم البحر المكلل بالشوك
نجم البحر المكلَّل بالشَّوك (الاسم العلمي Acanthaster planci)، تَحمي هذا النوع من نجوم البحر
صُفوفٌ من الأشواك الطويلة. وهو يتغذى بالمرجان، من خلال تمديدِ مَعِديَه عبر فَمهِ وامتصاص
مُرجَّل المرجان، بعد أن يسكب عليه عُصاراتهِ الهضمية. وفي أجزاء من الشعب الحاجز الكبير
في أستراليا، تكاثرت أعدادُ هذا الحيوان بشكل كبير لدرجة قضائه على مناطق مرجانية واسعة.
يبلغ حجمة زُهاء 41 سنتمترًا من طرف لآخر، وتستوطن الشعاب المرجانية، ونتنشر في المحيط الهادي
والمحيط الهندي.
تتكاثر بأطلاق البويضات ونطاف السائل المنوي في الماء، وتنتجُ عن الإخصاب يرقات عائمة.

## معرض صور

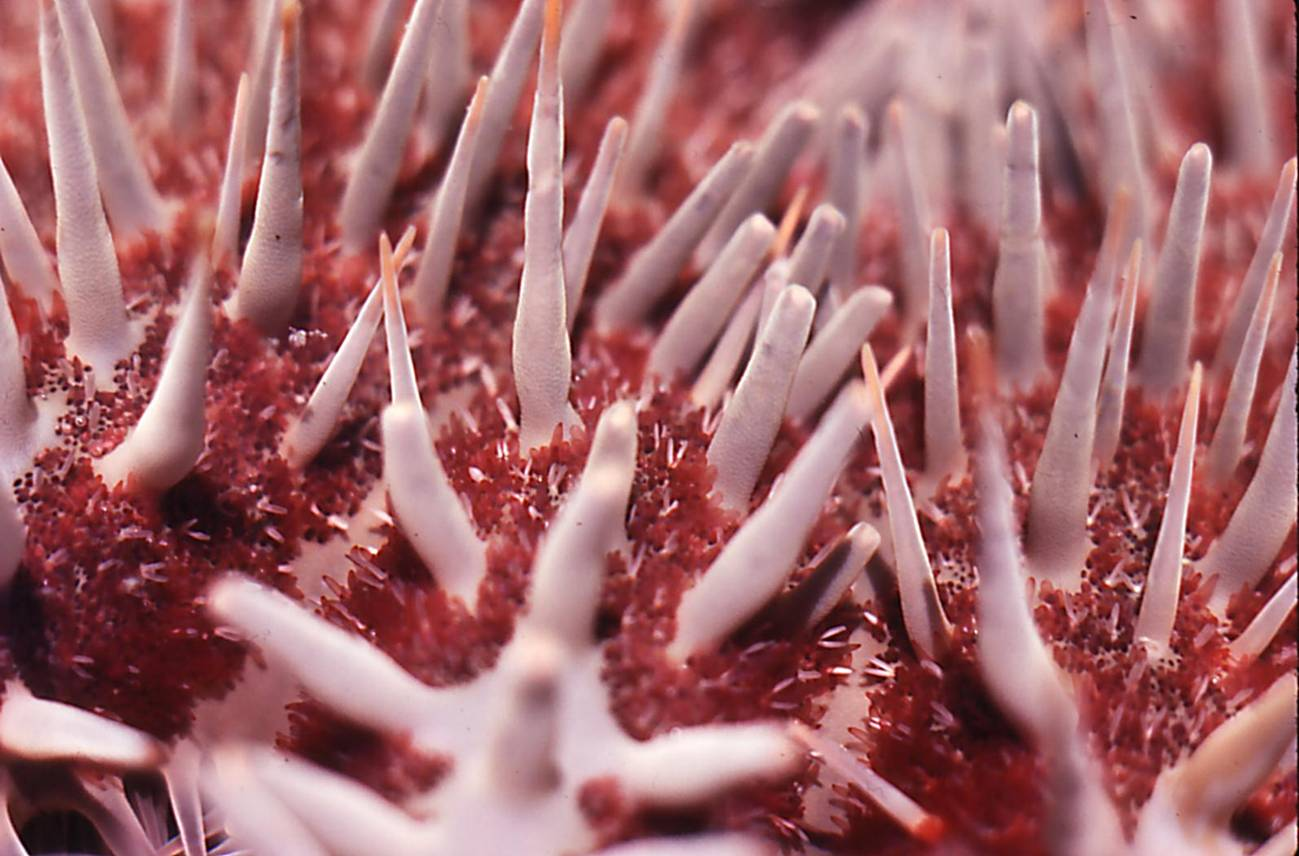
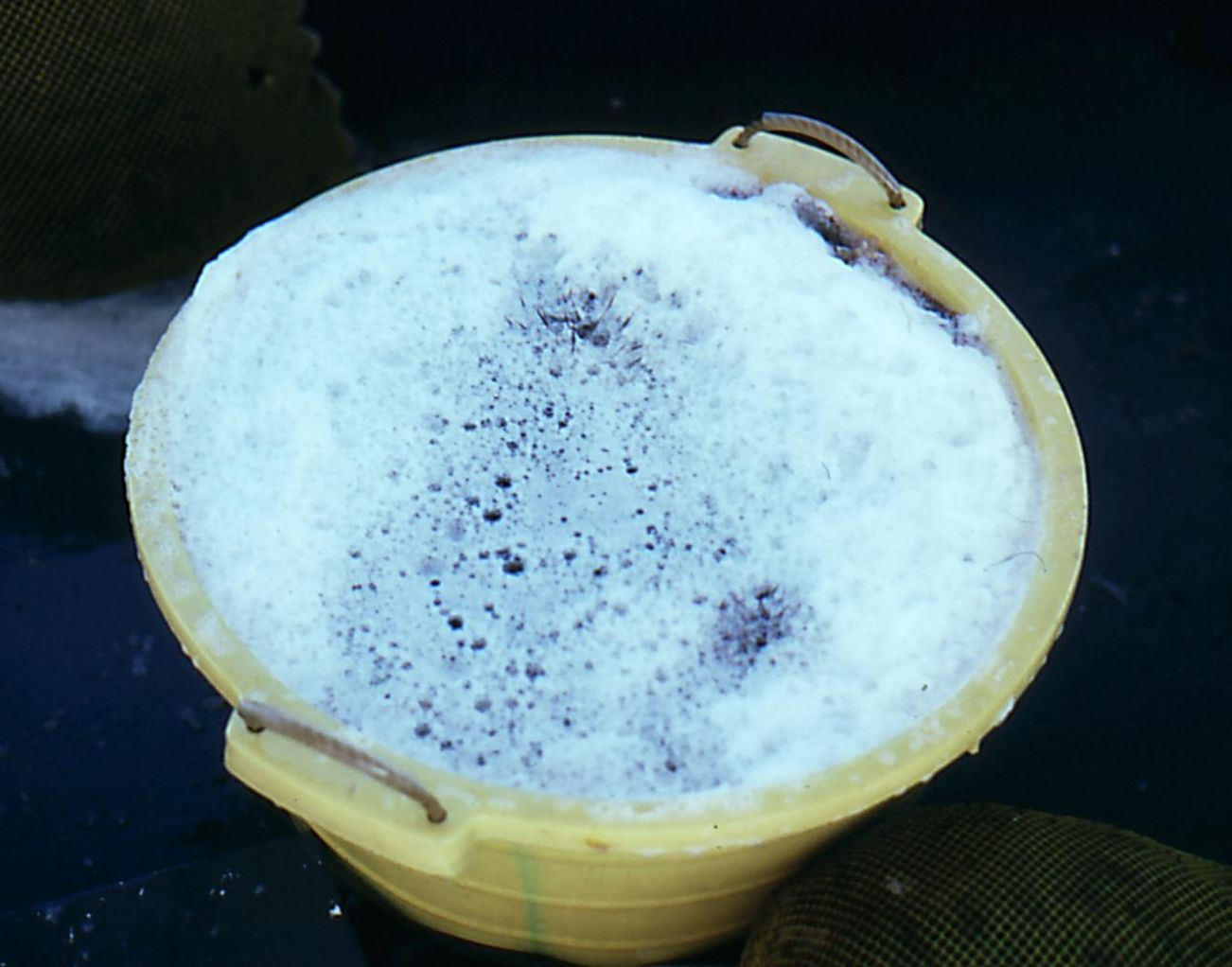
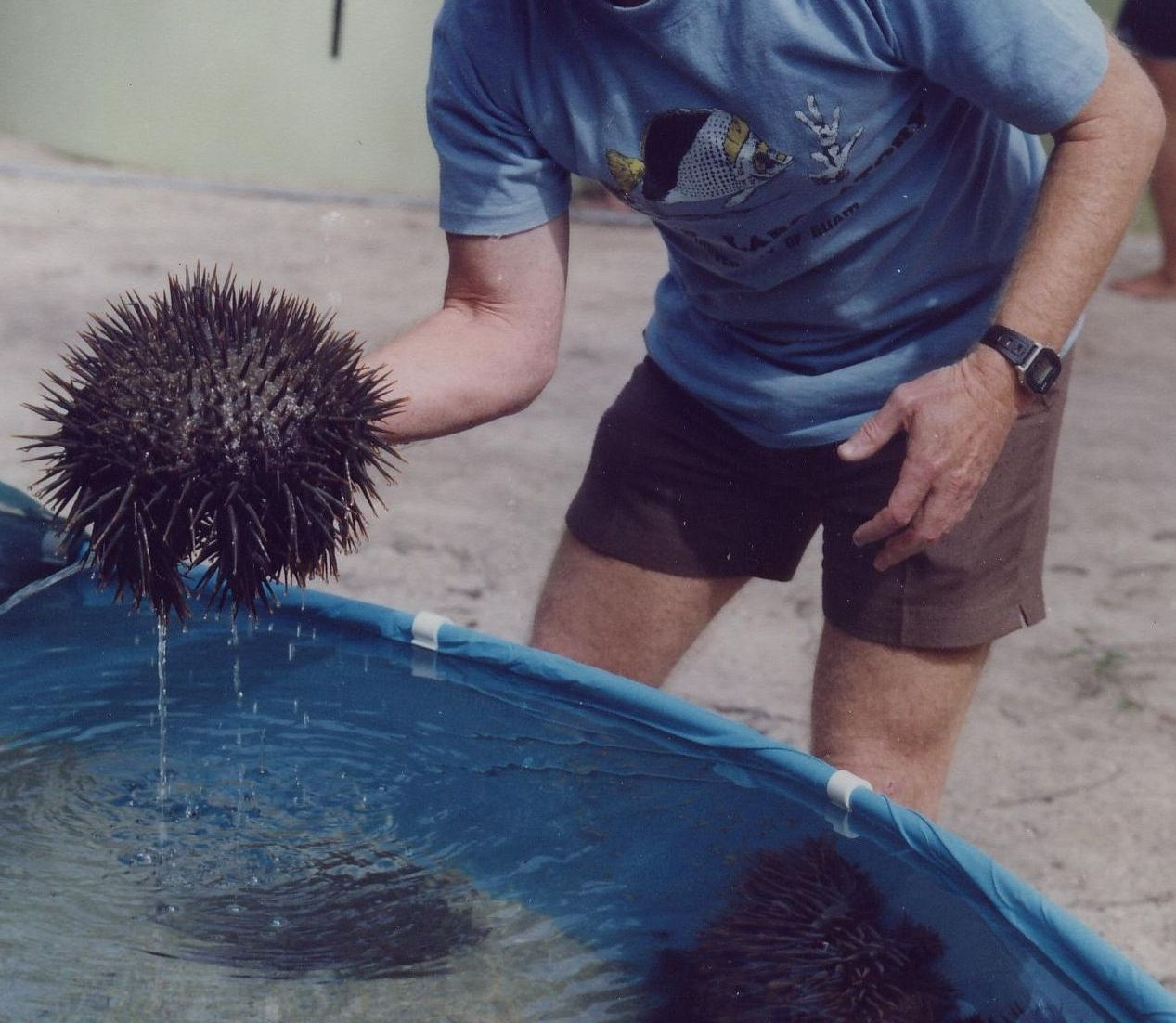